# 手合會
手合會（英語：The Hand）是漫威漫畫中的一個虛構超級反派組織，首次出現於《夜魔俠》#174 (1981年9月) ，由法蘭克·米勒所創作。手合會是一個神秘忍者組織，他們大力參與有組織犯罪和僱傭兵活動，如暗殺計劃。

## 簡介
在八百年前封建的日本，一些飽受壓迫的平民逃到了伊賀國和甲賀郡。他們在那裡發展忍術，一種受孫子兵法啟發的隱世武術。幾個世紀以來，他們不斷完善他們的功夫。學員從小就訓練和練習武術，在兒童遊戲當中傳授他們格鬥、劍術、兵器、偽裝、逃跑及逃生等技能。忍者們都是間諜和暗殺專家，通常會為軍閥和富人提供他們的專業服務。

## 成員
- 幻影殺手
- 金霸王
- 滿大人
- 魔形女
- 靈蝶
- 劍齒虎
- 毒蛇 (九頭蛇夫人)（英语：Viper (Madame Hydra)）

## 其他媒體

### 電視
- 手合會出現在漫威電影宇宙中的Netflix電視劇。[註 1]
  - 2015年《夜魔俠》第一季[1]
  - 2016年《夜魔俠》第二季
  - 2017年《鐵拳俠》[2]
  - 2017年《捍衛者聯盟》

### 電影
- 2005年《幻影殺手》

## 備註
1. ↑  在Netflix電視劇中，手合會被譯為魔掌幫。

## 外部連結
- 手合會 （页面存档备份，存于）在Marvel.com